# Jordan Staal
Jordan Staal (Thunder Bay, Ontario, 10. rujna 1988.) kanadski je profesionalni hokejaš na ledu. Lijevoruki je napadač i igra na poziciji centra. Trenutačno nastupa u National Hockey League (NHL) momčadi Pittsburgh Penguins. Mlađi je brat Erica Staala iz Carolina Hurricanesa, osvajača Stanleyjeva kupa, Marca Staala iz New York Rangersa, te stariji brat Jareda Staala iz San Antonio Rampagea, AHL podružnice Phoenix Coyotesa.

## National Hockey League

### Pittsburgh Penguins
Pittsburgh Penguinsi birali su Staala kao drugi izbor drafta 2006. godine. Time je postao treći od četvorice braće Staal koji su izabrani na draftu. Prije drafta, kao njegov mlađi brat Eric, igrao je u Ontario Hockey League (OHL) za momčad Peterborough Petes. U prvoj sezoni za Petese (2004./05.) zabilježio je 28 bodova (9 golova i 19 asistencija), dok je u drugoj značajno popravio napadački učinak osvojivši 68 bodova. Iste sezone Peterborough je osvojio J. Ross Robertson Cup (naslov OHL-a), a Staal je na kraju sezone biran u OHL All-Star momčad. 
Početkom listopada 2006. potpisao je trogodišnji ugovor s Pittsburghom i odmah uskočio u prvu momčad kluba. Iako se govorilo o njegovom povratku u Peterborough, to se nije dogodilo i Staal je ostao u sastavu Penguinsa. To je bio odličan potez uprave kluba jer je tijekom svoje prve profesionalne sezone zabio 29 golova, asistirao 13 puta i osvojio 42 boda. U siječnju 2007. tijekom All-Stara sudjelovao je u NHL YoungStars Game, zajedno sa suigračima Ryanom Whitneyem i Malkinom. Nedugo nakon toga, 10. veljače 2007. kao najmlađi igrač NHL-a (18 godina i 153 dana) postigao je svoj prvi hat-trick karijere protiv Toronto Maple Leafsa. Međutim, to mu nije bilo dovoljno za osvajanje nagrade Calder Memorial Trophy koja je pripala njegovom suigraču Jevgeniju Malkinu, ali je zato biran u NHL All-Rookie momčad.
Sljedeće sezone (2007./08.), Staalov napadački učinak je zakazao, zabivši tek 12 golova i osvojivši samo 28 bodova. Bez obzira na lošu napadačku formu tijekom regularne sezone, Staal je tijekom play-offa bio važan kotačić Penguinsa u utrci za osvajanje Stanleyjeva kupa. Tijekom polufinalne serije protiv Philadelphia Flyersa, nakratko je napustio momčad zbog očevog pogreba. Iako su Penguinsi kasnije stigli do finala, ondje su u poraženi od Detroit Red Wingsa. Staal je tijekom play-offa zabilježio 6 golova i jednu asistenciju.
Već u početku nove sezone (2008./09.), 11. studenog 2008., ponovo su se susreli finalisti prošlogodišnjeg Stanleyjeva kupa. Iako su početkom posljednje trećine imali zaostatak od tri gola, Penguinsi su pokazali rijetko viđeni moral i stigli do pobjede zahvaljujući pogotku Ruslana Fedotenka u drugoj minuti produžetka. Staal je u toj utakmici postigao svoj drugi hat-trick karijere. Početkom siječnja 2008. produžio je svoju vjernost klubu do završetka sezone 2012./13. Ugovor je vrijedan 16 milijuna $, dok će mu godišnja plaća za prve dvije godine iznositi 3.5 milijuna $, a za posljednje dvije 4.5 milijuna $. Sezonu je završio s napretkom u odnosu na prošlogodišnju, ostvarivši rekordnih 27 asistencija za učinak od 49 bodova. U play-offu 2009., 12. lipnja 2009. godine Pittsburgh Penguinsi slavili u detroitskoj Joe Louis Areni i osvojili svoj treći Stanleyjev kup. Pittsburghu je to treći naslov prvaka (1991., 1992., 2009.) i prvi nakon 17 godina.

## Statistika karijere

### Klupska statistika
| 2004./05.  | Peterborough Petes  | OHL        | 66  | 9  | 19 | 28  | 29  | 14 | 5  | 5  | 10 | 16 |
| 2005./06.  | Peterborough Petes  | OHL        | 68  | 28 | 40 | 68  | 69  | 19 | 10 | 6  | 16 | 16 |
| 2006./07.  | Pittsburgh Penguins | NHL        | 81  | 29 | 13 | 42  | 24  | 5  | 3  | 0  | 3  | 2  |
| 2007./08.  | Pittsburgh Penguins | NHL        | 82  | 12 | 16 | 28  | 55  | 20 | 6  | 1  | 7  | 14 |
| 2008./09.  | Pittsburgh Penguins | NHL        | 82  | 22 | 27 | 49  | 37  | 24 | 4  | 5  | 9  | 8  |
| NHL ukupno | NHL ukupno          | NHL ukupno | 245 | 63 | 56 | 119 | 116 | 49 | 13 | 6  | 19 | 24 |
| OHL ukupno | OHL ukupno          | OHL ukupno | 134 | 37 | 59 | 96  | 98  | 33 | 15 | 11 | 26 | 32 |

### Kanadska reprezentacija
| Godina | Reprezentacija | Nat.   |   | GP | G | A | Bod | KM |
| ------ | -------------- | ------ | - | -- | - | - | --- | -- |
| 2007.  | Kanada         | SP     | 9 | 0  | 2 | 2 | 0   |    |
| Ukupno | Ukupno         | Ukupno | 9 | 0  | 2 | 2 | 0   |    |

## Vanjske poveznice
- Profil na NHL.com
- Profil na The Internet Hockey Database